# Acanthinus ornatus
Acanthinus ornatus is een keversoort uit de familie snoerhalskevers (Anthicidae). De wetenschappelijke naam van de soort is voor het eerst geldig gepubliceerd in 1937 door Heberdey.